# خوسه باتیستا
خوسه باتیستا (اسپانیایی: José Batista‎؛ زادهٔ ۶ مارس ۱۹۶۲) بازیکن سابق و مربی فوتبال اهل اروگوئه است.
از باشگاه‌هایی که در آن بازی کرده‌است می‌توان به باشگاه فوتبال سرو و باشگاه فوتبال پنیارول اشاره کرد.
وی همچنین در تیم ملی فوتبال اروگوئه بازی کرده‌است.